# Cavaleiro Neukomm Criador da Música de Câmara no Brasil
Cavaleiro Neukomm Criador da Música de Câmara no Brasil é o quinto álbum da cravista brasileira Rosana Lanzelotte. Lançado em 2008, reúne as primeiras obras de música de câmara escritas no Brasil. O disco foi o primeiro deste gênero musical a ser produzido no Brasil com som surround.

## Faixas
| Faixa | Título                                                              | Intérprete                                            | Duração |
| ----- | ------------------------------------------------------------------- | ----------------------------------------------------- | ------- |
| 1     | "Allegro ma non troppo"                                             | Rosana Lanzelotte (pianoforte) Ricardo Kanji (flauta) | 6:28    |
| 2     | "Andante con moto"                                                  | Rosana Lanzelotte (pianoforte) Ricardo Kanji (flauta) | 6:07    |
| 3     | "Allegro alla turca"                                                | Rosana Lanzelotte (pianoforte) Ricardo Kanji (flauta) | 6:20    |
| 4     | "Andante"                                                           | Rosana Lanzelotte (pianoforte) Ricardo Kanji (flauta) | 4:25    |
| 5     | "Andantino Grazioso"                                                | Rosana Lanzelotte (pianoforte) Ricardo Kanji (flauta) | 1:28    |
| 6     | "Allegro"                                                           | Rosana Lanzelotte (pianoforte) Ricardo Kanji (flauta) | 4:57    |
| 7     | "Fantasia para flauta"                                              | Rosana Lanzelotte (pianoforte) Ricardo Kanji (flauta) | 8:55    |
| 8     | "O Amor Brasileiro Capricho para fortepiano sobre lundu brasileiro" | Rosana Lanzelotte (pianoforte) Ricardo Kanji (flauta) | 8:35    |
| 9     | "Andante"                                                           | Rosana Lanzelotte (pianoforte) Ricardo Kanji (flauta) |         |
| 10    | "Allegro agitato"                                                   | Rosana Lanzelotte (pianoforte) Ricardo Kanji (flauta) |         |
| 11    | "Adagio"                                                            | Rosana Lanzelotte (pianoforte) Ricardo Kanji (flauta) |         |
| 12    | "Allegrato"                                                         | Rosana Lanzelotte (pianoforte) Ricardo Kanji (flauta) |         |
| 13    | "Les Adieux de Neukomm a seus amigos do Rio de Janeiro"             | Rosana Lanzelotte (pianoforte) Ricardo Kanji (flauta) |         |